# 青龙桥西站
青龙桥西站是京包铁路（原京张铁路）上的一个小火车站，位于北京市延庆区八达岭镇，又称“青龙桥新站”。车站于1960年12月随京包铁路西直门站至沙城站区段复线工程开工。由于该路段地势陡峭，放弃原本拟扩建青龙桥站的方案，在青龙桥站相距不足1公里的地方新建青龙桥西站。青龙桥西站投入运营后，青龙桥站改为只接、发开往北京方向的上行列车；而青龙桥西站则只接、发开往包头方向的下行列车。

## 业务办理
只办理北京市郊铁路S2线的技术停车。